# ハンブルク・バレエ団
ハンブルク・バレエ団（はんぶるくばれえだん、独: Hamburg Ballett）は、ドイツのハンブルク州立歌劇場を拠点とするバレエ団である。1973年から、振付家のジョン・ノイマイヤーが芸術監督を務めている。

## 沿革

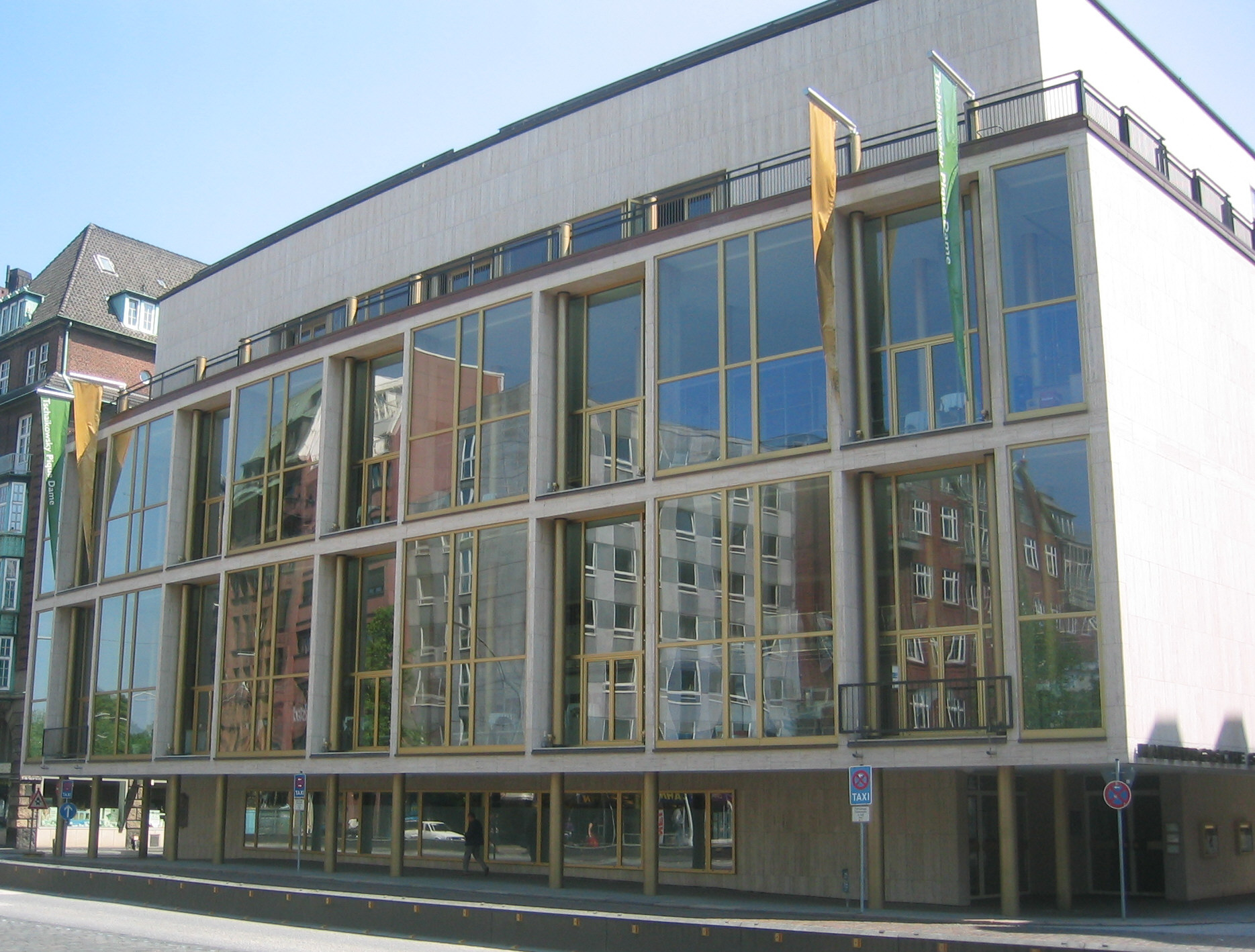
ハンブルク州立歌劇場の外観

1678年、ハンブルクに、王侯貴族の支配を受けない市民劇場（現在のハンブルク州立歌劇場）が開場した。同劇場にはバレエ団があり、バロック・オペラの舞踊場面に出演していた。19世紀前半のハンブルク歌劇場には、マリー・タリオーニ、ファニー・エルスラー、ファニー・チェッリート、ルシル・グラーンらの著名なバレエダンサーが客演した。
ハンブルク・バレエ団が世界的に知られるようになったのは、1973年、ジョン・ノイマイヤーが芸術監督兼主席振付家に就任してからである。ノイマイヤーの下で、同バレエ団はドイツを代表するカンパニーの一つへと成長した。1978年には、ハンブルク・バレエ学校が歌劇場内に設立された。
1989年、バレエ団及びバレエ学校は、ハンブルク郊外にあるバレットツェントゥルム・ハンブルク（ダンス・センター）に拠点を移した。この建物は、建築家フリッツ・シューマッハーが設計した学校施設を改装したもので、稽古場や寄宿舎などの設備を備えている。

## 主な上演作品

ノイマイヤー振付『アーサー王伝説』の上演（1988年）

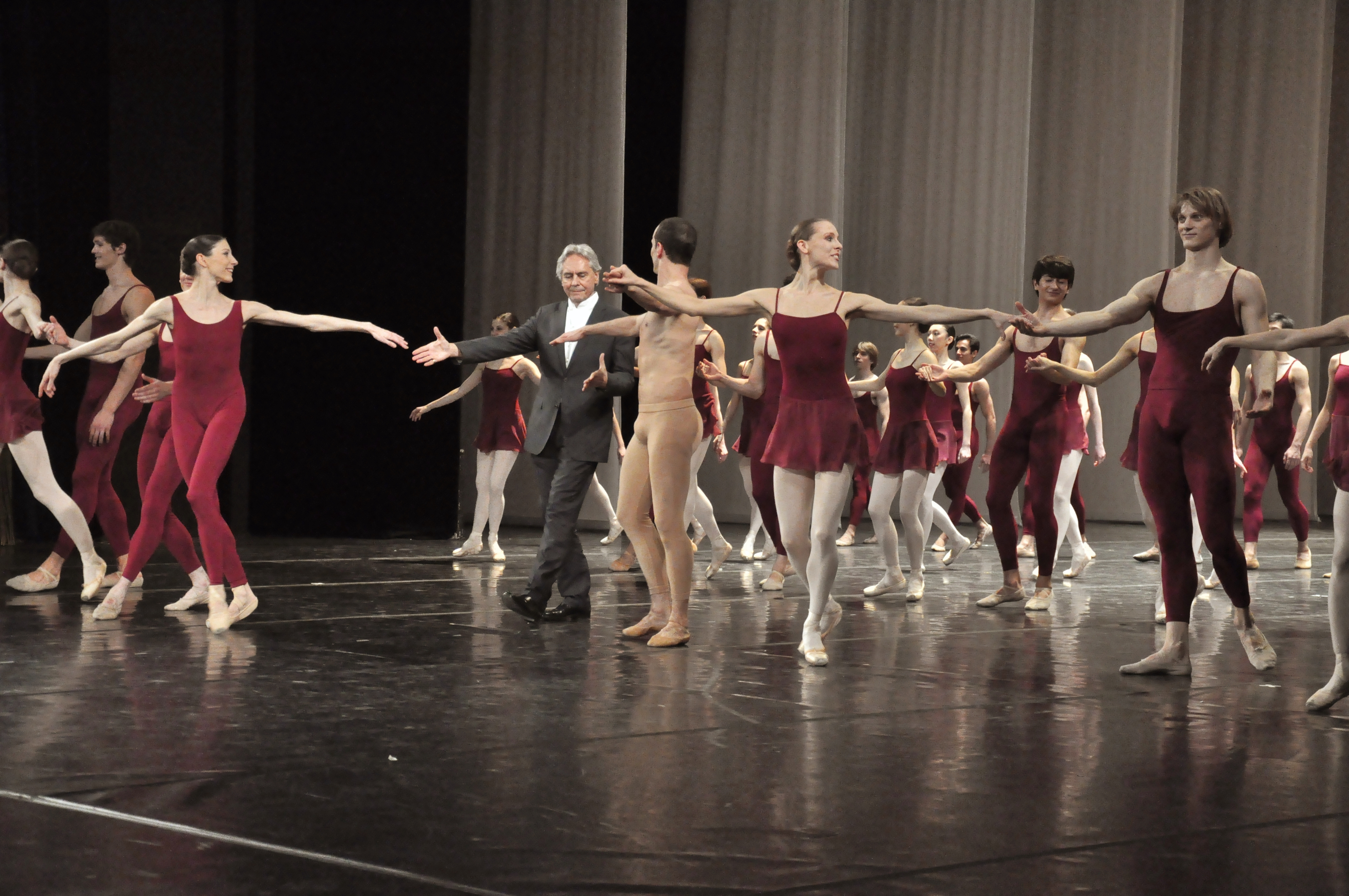
ノイマイヤー振付『マーラー交響曲第三番』のカーテンコール（2012年）

バレエ団のレパートリーは、ノイマイヤーの振付作品が多数を占める。ノイマイヤー以外の振付家による上演作品は、以下のものなどがある。
- フレデリック・アシュトン振付『ラ・フィユ・マル・ガルデ』
- ジョージ・バランシン振付『アゴン』、『チャイコフスキー・パ・ド・ドゥ』、『セレナーデ』、『放蕩息子』
- モーリス・ベジャール振付『アダージェット』
- ジョン・クランコ振付『じゃじゃ馬ならし』、『オネーギン』
- ナチョ・ドゥアト振付『レマンゾ』
- マッツ・エック振付『眠れる森の美女』
- ウィリアム・フォーサイス振付『ニュー・スリープ』
- イリ・キリアン振付『浄められた夜』
- ピエール・ラコット（英語版）改訂振付『ラ・シルフィード』
- ナタリア・マカロワ改訂振付『ラ・バヤデール』
- ワスラフ・ニジンスキー振付『春の祭典』
- ルドルフ・ヌレエフ改訂振付『ドン・キホーテ』
- オーギュスト・ブルノンヴィル、ロイド・リギンズ振付『ナポリ』
- ジェローム・ロビンズ振付『ダンシズ・アット・ア・ギャザリング（英語版）』、『コンサート（英語版）』

## バレエ団の活動

### バレエ週間
バレエ週間は、ハンブルク・バレエ団が1975年から毎年開催している公演である。シーズン最後の2週間、ノイマイヤーの代表作が日替わりで上演されるとともに、ハンブルク・バレエ学校の公演や、世界の有名バレエ団の招待公演なども行われる
。バレエ週間の最終日は、「ニジンスキー・ガラ」と呼ばれるガラ公演で締めくくられる。

### バレエ・ワークショップ
バレエ・ワークショップは、ノイマイヤーが芸術監督に就任した1973年から定期的に開催されている一般市民向けの講座である。主に新作バレエの振付の現場を公開し、作品の解説や実演を行っている。

### 来日公演
ハンブルク・バレエ団は1986年に初来日し、その後も1989年、1994年、1997年、2005年、2009年、2016年、2018年に日本公演を行っている。

## ダンサー
2020/2021シーズンにおいて、所属ダンサーは64名である（ゲスト・アーティスト、研修生を含む）。ダンサーの階級は、プリンシパル、ソリスト、コール・ド・バレエであり、その他にゲスト・アーティストと研修生がいる。

### 在籍した主なダンサー（アルファベット順）
- シルヴィア・アッツォーニ
- アリーナ・コジョカル（ゲスト・アーティスト）
- パトリック・ド・バナ
- 服部有吉
- ジャン＝クリストフ・マイヨー
- 菅井円加

## 付属組織

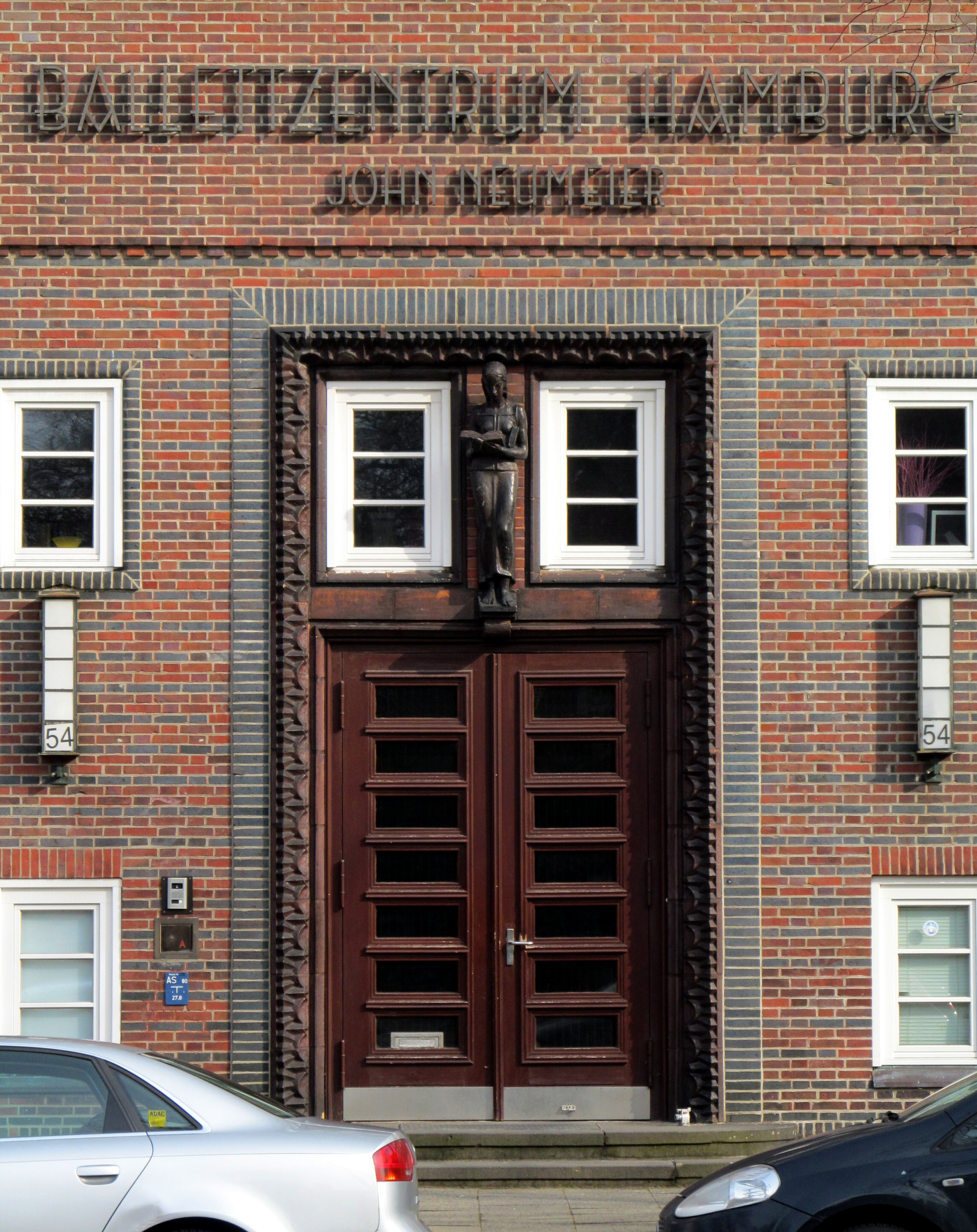
バレットツェントゥルム・ハンブルクの入口

### ハンブルク・バレエ学校
ハンブルク・バレエ学校は、1978年に設立されたハンブルク・バレエ団の付属学校である。ノイマイヤーが校長を務め、講師の多くはハンブルク・バレエ団の出身者である。クラス構成は、7歳から9歳、10歳から16歳、16歳から18歳（男子は19歳まで）の3つに分かれており、クラシックバレエの他、モダンダンスや振付、フォークダンス等の幅広いダンスを学ぶことができる。同バレエ学校の出身者は、ハンブルク・バレエ団をはじめとする世界中のバレエ団で活動している。

### ナショナル・ユース・バレエ
ナショナル・ユース・バレエ（独: Bundesjugendballett）は、2011年に設立されたハンブルク・バレエ団のジュニア・カンパニーである
。18歳から23歳までの若手ダンサー8名で構成され、ノイマイヤーが総監督を務める。若手振付家の作品を主なレパートリーとし、地域の人々との結びつきを深めることを目的に、学校や美術館、老人ホーム、刑務所など、劇場以外の様々な場所で出張公演を行っている。カンパニーの拠点は、バレエ団及びバレエ学校と同じく、バレットツェントゥルム・ハンブルクに置かれている。
日本人ダンサーの菅井円加は2012年から同カンパニーで活動し、2014年にハンブルク・バレエ団へ移籍した。